# Nicholas Boulle

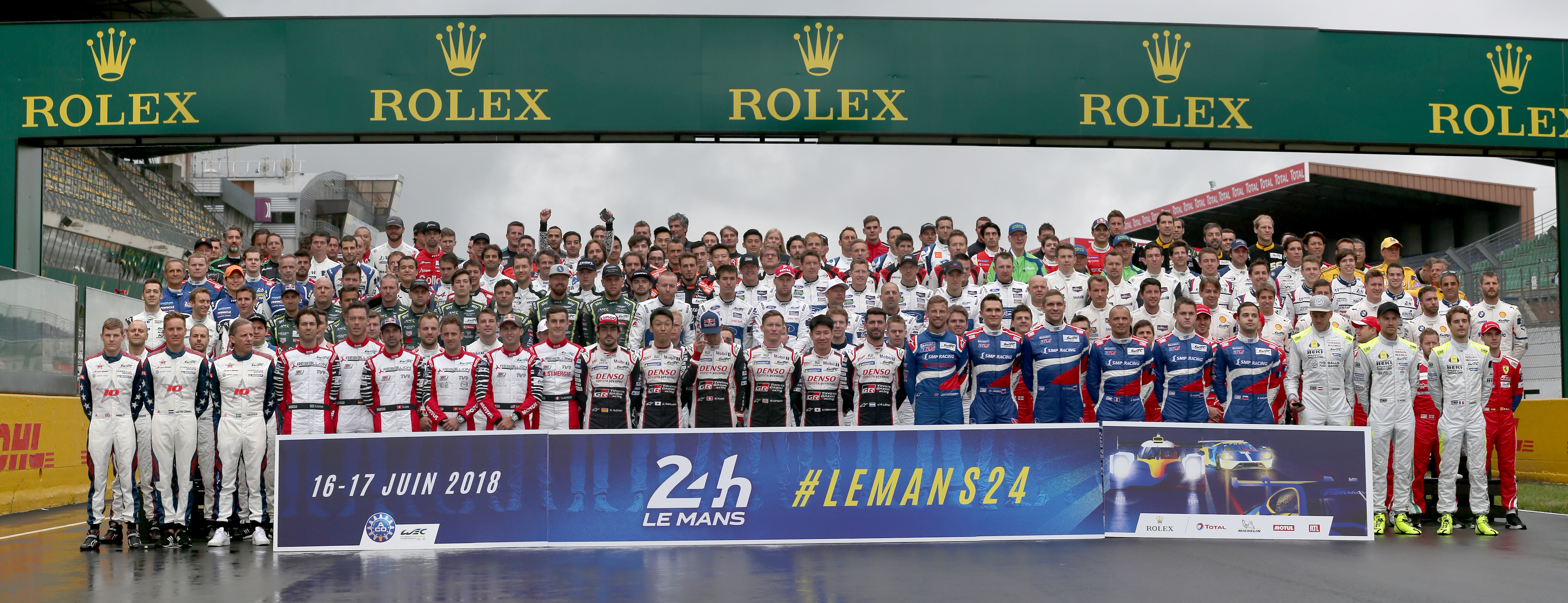
Nicholas Boulle bei der Fahrerparade zum 24-Stunden-Rennen von Le Mans 2018

Nicholas Bernard Wilkie „Nick“ Boulle (* 28. März 1989 in Dallas) ist ein US-amerikanisch-britischer Autorennfahrer, Athlet, Unternehmer und Juwelier.

## Karriere als Rennfahrer
Boulle begann im Alter von 12 Jahren mit dem Kartsport und trat in der Folge auf nationaler Ebene an, wobei er als offizieller VW Motorsport Junior unterwegs war.
2016 erzielte er einen zweiten Platz beim 24-Stunden-Rennen von Daytona in der PC-Klasse mit PR1 Motorsports. Seine Teamkollegen waren José Gutiérrez, Robert Alon und Tom Kimber-Smith. Später in der Saison wurde er Dritter in der PC (Prototypen-Challenge) beim Lone Star Le Mans mit Beifahrer James French.
Im Januar 2017 wurde Boulle Rolex-Händler, welcher die 24-Stunden-Rennen von Daytona Prototypen-Challenge gewinnen konnte. Sein Team bestand aus Kyle Masson, Patricio O’Ward und James French. Außerdem wurde er Zweiter in der IMSA Weather Tech Sports Car Championship auf dem Circuit of The Americas.
2018 nahm er zum dritten Mal am Rolex 24-Stunden-Rennen von Daytona teil, dabei wurde er 12. in seiner Klasse. Einige Monate später gab Boulle sein Debüt beim 24-Stunden-Rennen von Le Mans als ein Teil von Jackie Chan DC Racing an der Seite von David Cheng und Pierre Nicolet. Das Team erreichte den achten Platz in der LMP2-Kategorie.

## Privatleben
Boulle absolvierte seine schulische Laufbahn an der Southern Methodist University und erlangte seinen Bachelor of Business Administration an der Cox School of Business. Einige Jahre trat er für das Elbowz Racing Elite Cycling Team an und wurde dafür bei der amerikanischen College-Fahrrad-Meisterschaft für seine Universität (SMU) in der Division D2 ausgezeichnet. Nach dem Abschluss an der SMU gründete er eine digitale Marketingfirma mit dem Namen WowBirds, und seit 2015 arbeitet er im Familienunternehmen Boulle Diamond & Jewelry.

## Statistik

### Le-Mans-Ergebnisse
| Jahr | Team                      | Fahrzeug       | Teamkollege  | Teamkollege              | Platzierung | Ausfallgrund |
| ---- | ------------------------- | -------------- | ------------ | ------------------------ | ----------- | ------------ |
| 2018 | Jackie Chan DC Racing     | Oreca 07       | David Cheng  | Pierre Nicolet           | Rang 12     |              |
| 2019 | Larbre Compétition        | Ligier JS P217 | Erwin Creed  | Romano Ricci             | Rang 17     |              |
| 2025 | Inter Europol Competition | Oreca 07       | Luca Ghiotto | Jean-Baptiste Simmenauer | Rang 27     |              |

### Sebring-Ergebnisse
| Jahr | Team                      | Fahrzeug          | Teamkollege     | Teamkollege        | Platzierung | Ausfallgrund |
| ---- | ------------------------- | ----------------- | --------------- | ------------------ | ----------- | ------------ |
| 2019 | Park Place Motorsports    | Porsche 911 GT3 R | Patrick Lindsey | Patrick Long       | Rang 24     |              |
| 2024 | Inter Europol Competition | Oreca 07          | Tom Dillmann    | Jakub Śmiechowski  | Rang 15     |              |
| 2025 | United Autosports USA     | Oreca 07          | Ben Hanley      | Juan Manuel Correa | Rang 15     |              |

### Einzelergebnisse in der FIA-Langstrecken-Weltmeisterschaft
| Saison  | Team                                  | Rennwagen               | 1   | 2   | 3   | 4   | 5   | 6   | 7   | 8   |
| ------- | ------------------------------------- | ----------------------- | --- | --- | --- | --- | --- | --- | --- | --- |
| 2018/19 | Jackie Chan Racing Larbre Compétition | Oreca 07 Ligier JS P217 | SPA | LEM | SIL | FUJ | SHA | SEB | SPA | LEM |
| 2018/19 | Jackie Chan Racing Larbre Compétition | Oreca 07 Ligier JS P217 |     | 12  |     |     |     |     | 14  | 17  |
| 2025    | Inter Europol Competition             | Oreca 07                | KAT | IMO | SPA | LEM | SAO | AUS | FUJ | BAH |
| 2025    | Inter Europol Competition             | Oreca 07                | 27  |     |     |     |     |     |     |     |